# Internet2
Internet2 – niedochodowe konsorcjum rozwijające i wdrażające technologie sieciowe, wykorzystujące głównie szybki transfer danych. Zostało założone w październiku 1996 i zrzesza 207 uniwersytetów ze Stanów Zjednoczonych, agencji rządowych oraz partnerów ze świata przemysłu informatycznego, takich jak Comcast, Sun Microsystems i Cisco Systems.
Celem organizacji jest opracowanie szybszej wersji Internetu. Zakłada się w niej przesyłanie danych z szybkością do 1000 razy większą niż obecnie. Członkowie Internet2 współtworzą szybką sieć szkieletową Abilene (którą często myli się z samym Internet2) i mają duży wkład w projekt National LambdaRail.

## Historia
- 3 października 1996 – początek Internetu2
- Wrzesień 1997 – powstanie organizacji University Corporation Advanced Internet Development (UCAID)
- 14 kwietnia 1998 – rozpoczęcie prac nad 2.5 Gb internetem
- 1999 – prace nad wprowadzeniem 10 Gb internetu
- 2 lutego 2004 – finalizacja prac nad 10 Gb internetem

## Założenia
Nastawienie na edukację i badania naukowe:
- Połączenie ośrodków naukowych i wymiana informacji (cyfrowe biblioteki)
- Nauczanie na odległość w czasie rzeczywistym
- Testowanie najnowszych technologii (IPv6, IP Multicast)
- Równoczesne prowadzenie badań w różnych ośrodkach (wirtualne laboratoria)
- Telemedycyna

Racjonalna niezawodność i jakość połączenia (quality of service):
- Ograniczone opóźnienie w przesyłaniu danych
- Możliwość ustalenia przepustowości
- Możliwość określenia czasu rozpoczęcia i zakończenia korzystania z wybranej usługi
- Określenie maksymalnej stopy utraty pakietów w określonym przedziale czasu

Zwiększenie prędkości przesyłu danych:
- Multimodowa transmisja danych
- Prędkość transmisji – możliwość ustawienia minimalnej, maksymalnej i średniej prędkości przesyłu danych przez użytkownika

## Uczestnicy projektu
Nad rozwojem projektu Internet2 pracuje konsorcjum składające się ze 174 uniwersytetów współpracujących z rządami i przemysłem nad rozwijaniem i wdrażaniem nowych, zaawansowanych technicznie sieciowych aplikacji i technologii. Przemysł reprezentuje kilkadziesiąt firm – rynkowych potentatów takich jak IBM, Nortel, Qwest czy Cisco Systems, które nie tylko wspierają prace w zakresie technologii, ale także dotują uniwersytety, umożliwiając im realizację projektów oraz modernizację sieci w obrębie kampusów.

## Struktura Internetu2
Szkielet Internetu2 tworzą tzw. gigaPOP-y (gigabit capacity Point of Presence), które są scalone nowoczesnymi sieciami Abilene i vBNS+ (very fast Backbone Network Service).
GigaPOP jest węzłem łączącym zwykle sieci kilku sąsiednich uniwersytetów, ale nie jest to obowiązująca reguła. GigaPOP mogą współtworzyć instytuty badawcze, a nawet organizacje komercyjne. W szczególności może łączyć sieci kampusów z sieciami miejskimi (MAN), organizacjami, z którymi członkowie Internetu2 chcą się komunikować, innymi nowoczesnymi sieciami typu WAN (takimi jak utworzone w celach badawczych sieci ESnet, DREN, NREN) oraz ze strategicznymi dostawcami "zwykłego" Internetu. Prędkość transferu danych na liniach łączących uniwersytety z gigaPOP-ami kształtuje się w przedziale od 43 do 622 Mb/s.
Istnienie takich węzłów pozwala zmniejszyć koszt programu oraz umożliwia kontrolowanie dostępu do sieci szkieletowych. W ramach tej kontroli zadaniem gigaPOP-ów jest blokowanie ruchu pomiędzy "zwykłym" Internetem a sieciami Abilene i vBNS+, w efekcie nie są one obciążone ruchem generowanym przez nienależących do programu Internet2 użytkowników sieci. Inną rolą gigaPOP-ów jest sterowanie transmisją danych w sieci szkieletowej tak, aby odbywała się z określoną prędkością oraz (w przyszłości) spełniała wszystkie wymogi QoS.

### vBNS+
Prowadzone przez NSF (National Science Fundation) i MCI WorldCom prace nad utworzeniem nowej sieci rozpoczęły się 5 kwietnia 1995, a już w grudniu sieć zaczęła działać. Głównym jej zadaniem było połączenie pięciu Centrów Superkomputerowych (SCC): Cornell Theory Center, National Center for Atmospheric Research, National Center for Supercomputing Applications, Pittsburgh SuperComputer Center, San Diego SuperComputer Center oraz zapewnienie dostępu do nich możliwie szerokiej grupie naukowców.
Obecnie vBNS+ łączy ponad 100 instytucji i 22 zaawansowane technologicznie sieci. Szkielet starej sieci (vBNS) składa się z węzłów (których główną część stanowią przełączniki ATM Fore ASX-1000, jeden lub dwa routery IP np. Cisco 7507 i szybki host uniksowy do monitoringu), połączonych światłowodami o przepustowości 622,08 Mb/s w standardzie ATM.
Po przekształceniu vBNS w vBNS+ szkielet został wzbogacony o równoległą strukturę składającą się potężnych routerów Juniper M40 połączonych siecią w systemie Sonet o identycznej przepustowości, mającej wzrosnąć pod koniec roku do 2,488 Gb/s. W nowej sieci zastosowano protokół MPLS (Multiprotocol Label Switching), który w znaczący sposób pomaga zarządzać ruchem, przekierowując transmisję danych w przypadku wystąpienia awarii połączenia, zapchania sieci czy tzw. efektu wąskiego gardła (bottle neck).
Budowa vBNS+:
- węzły: routery (Cisco 7507, oraz połączone równolegle Juniper M40 połączone w systemie sonet), przełączniki ATM Fore ASX-1000,
- szybki host uniksowy do monitoringu,
- łącza światłowodowe o przepustowości 622,08Mb/s w standardzie ATM,
- protokół MPLS (Multiprotocol Label Switching) zarządzający ruchem

Parametry sieci vBNS+:
- średnie opóźnienie transmisji od wsch. do zach. wybrzeża USA <100ms,
- wysoka przepustowość >490Mb/s,
- stabilność, dostępność usług na poziomie 99,95%,
- małe obciążenie – średnio nie przekracza 50%.

### Sieć Abilene
Program stworzenia sieci szkieletowej, która obecnie łączy gigaPOP-y, został przedstawiony przez UCAID 14 kwietnia 1998. Projekt ten wspierają Qwest Communications, Nortel i Cisco Systems.
Rdzeń sieci tworzy 10 węzłów (tzw. Router Node) scalonych ze sobą parami za pomocą łączy optycznych w systemie Sonet o sumarycznej długości 8000 mil. Prędkość transmisji danych pomiędzy węzłami wynosi od 622,06 Mb/s do 2,488 Gb/s, przy czym prowadzone są prace nad zwiększeniem transferu na niektórych łączach do 9,6 Gb/s. Węzły składają się z routera Cisco 12008 GSR podłączonego do sieci szkieletowej przez kartę IP/Sonet, opartego o system Unix komputera służącego do pomiarów i zarządzania siecią, routera zdalnego dostępu Cisco 3640 umożliwiającego zewnętrzny dostęp z Centrum Kierowania Siecią Abilene, sieci LAN z protokołem 100BaseT Ethernet łączącej routery i komputer oraz zdalnie sterowanego systemu zasilania.
Dostęp do sieci umożliwiają znajdujące się we wszystkich większych miastach węzły dostępu (Acces Nodes) połączone z węzłami rdzenia łączami optycznymi Sonet o przepustowości od 155,52 do 622,08 Mb/s. W szczególnych przypadkach – na przykład dużej odległości do węzła dostępu, stosowane jest bezpośrednie przyłączenie do rdzenia sieci (także w systemie Sonet).
Sieć monitorowana i zarządzana jest przez Centrum kierowania Siecią (NOC), które znajduje się na Uniwersytecie w Indianie w Indianapolis. Struktura sieci zbliżona do vBNS+, zwana często siostrą vBNS.

## Zastosowanie nowych sieci
Znaczne zwiększenie prędkości transferu danych w Sieci i umożliwienie naukowcom powszechnego dostępu do superkomputerów pozwoliło na rozpoczęcie prac nad wieloma różnymi zastosowaniami Internetu. Oto niektóre z nich:
- cyfrowe biblioteki – udostępniane w Internecie informacje są w przeważającej części tekstowe, podobnie jak i stosowane w celu ich udostępnienia interfejsy. Szybka przepustowość umożliwi graficzną prezentację większości informacji, dzięki czemu odbiór oraz rozumienie danych będzie bardziej efektywne
- nauczanie na odległość – prace nad tym projektem obejmują bardzo szeroki zakres technologii informatycznych od zorientowanych obiektowo aplikacji takich jak Java, OpenDoc czy Active-X tworzących tzw. learningware do aplikacji umożliwiających nauczycielom tworzenie i modyfikację programów edukacyjnych. Ramy systemu zdalnego nauczania tworzy Instructional Management System definiujący niezbędne standardy i usługi. Równolegle do tego projektu prowadzone są prace nad nauczaniem na odległość w amerykańskim języku migowym
- cyfrowe wideo – utworzona we wrześniu 1998 r. w obrębie sieci Abilene i vBNS+ sieć Digital Video Network dostarcza ich użytkownikom następujące usługi: wideokonferencje, wideo na życzenie oraz transmisje na żywo. W ramach tego projektu utworzono portal Videospace z bardzo bogatą ofertą tematyczną:
- telemedycyna, projekt ten dotyczy niezwykle szerokiego kręgu zastosowań, wśród których można wymienić chociażby możliwość interaktywnej echokardiografii czy rezonansu magnetycznego mózgu;
- wirtualne laboratoria, dzięki którym rozproszeni po całych Stanach naukowcy wyposażeni w ImmersaDesk mogą np. się komunikować, wymieniając uwagi na temat wizualizowanej symulacji. Przeprowadzenie niektórych symulacji jest możliwe tylko dzięki równoległemu połączeniu za pomocą szybkiej sieci supercentrów komputerowych, co pozwala na badanie bardzo skomplikowanych zjawisk zachodzących w przyrodzie. Tylko rozproszone przetwarzanie umożliwia efektywną symulację np. łączenia się galaktyk Mlecznej drogi i Andromedy czy komunikacji komórek poprzez specjalne makromolekuły znajdujące się na ich powierzchni.

Wspólną cechą większości tych zastosowań jest nowa jakość wizualizacji zebranych czy też przetworzonych danych. Wykorzystują one w tym celu narzędzia takie jak opisywany ImmersaDesk – ekran pozwalający na interaktywne oglądanie trójwymiarowych obrazów np. molekuł albo wizualizację lotu przez galaktykę.
Rewolucyjny w tej dziedzinie wydaje się być CAVE – Automatic Virtual Environment, system wizualizacji pozwalający na autentyczne zanurzenie użytkownika w wirtualnej rzeczywistości. Jest on wykorzystywany m.in. w projekcie CAVE5D, dzięki któremu dane atmosferyczne i oceanograficzne, przetworzone w przeprowadzonych w wirtualnej rzeczywistości symulacjach, mogą być w odpowiedni sposób wizualizowane. Innym pojęciem związanym z VR jest tzw. tele-immersion, czyli umożliwienie współpracy użytkownikom sieci znajdującym się w geograficznie różnych miejscach we wspólnym symulowanym w czasie rzeczywistym środowisku wirtualnej rzeczywistości, tak jakby znajdowali się fizycznie w jednym pokoju. Rozwinięciem tej idei jest tele-cube.

## Polski odpowiednik
Tak zwany "polski Internet2" to sieć POL-34/155. Powstała na podstawie umowy pomiędzy akademickimi MAN-ami a operatorem Tel-Energo, dotyczącej budowy sieci ATM 34 Mb/s i wykorzystującej sieć telekomunikacyjną (podwieszone do linii wysokiego napięcia kable światłowodowe) Tel-Energo w systemie SDH. Później uzupełniono ją połączeniem Gdańsk-Łódź-Poznań o parametrach ATM 155 Mb/s. Węzły sieci zbudowane są, tak jak w przypadku vBNS, w oparciu o przełączniki ATM Fore ASX-1000 i routery 7507. Utworzenie POL 34/155 pozwoliło na udostępnienie środowisku naukowemu takich usług jak W3cache, sieci wideokonferencji, wirtualnego serwera FTP i utworzenie w przyszłości sieci serwerów bibliotecznych.
Ponadto w ramach sieci prowadzone są eksperymenty związane z następującymi przykładowymi zagadnieniami:
- zdalna wizualizacja obliczeń, Poznańskie Centrum Superkomputerowe Sieciowe we współpracy z Trójmiejską Akademicką Siecią Komputerową prowadzą badania mające na celu ustalenie jaką przepustowość powinno się przydzielić użytkownikowi, który wykonuje obliczenia numeryczne na zdalnym komputerze (np. Cray w Poznaniu), wizualizacyjne na wyspecjalizowanym systemie graficznym znajdującym się w innym mieście, zaś wizualizację danych wynikowych na własnym komputerze
- rozproszone przetwarzanie graficzne, celem tego projektu prowadzonego przez TASK, PCSS i MAN-Łódź jest utworzenie szybkiego systemu przetwarzania graficznego. W systemie tym użytkownik łączy się z serwerem WWW, wybiera interesujące go opcje i przesyła plik z opisem sceny. Obliczenia wykonywane są na kilku systemach komputerowych przy użyciu odpowiedniego programu. Końcowym etapem jest przetworzenie wyników na film MPEG-1 i przesłanie go do użytkownika
- zdalne nauczanie, program realizowany przez Centrum Informatyczne TASK ma za zadanie pokazać możliwości wykorzystania sieci do tego celu.

## Rekord prędkości
Do osiągnięć organizacji zaliczyć można rekord prędkości przesyłu danych który wynosi 9,08 Gb/s. Udało się go uzyskać dzięki zmodyfikowanym protokołom. Odległość przesyłu wynosiła około 20 tysięcy mil na trasie Tokio–Chicago–Amsterdam–Seattle–Tokio.